# Liga Española de sófbol
La Liga española de sófbol, oficialmente Liga Nacional de Sófbol, es la denominación que recibe el sistema de competición de ligas de sófbol femenino en España. No hay liga masculina. Se inició en el año 1989. Se denominó Liga Nacional de Sófbol Sénior hasta el año 1992.
Esta competición es la sucesora del  Campeonato de España de Sófbol que se jugaba por concentración. 
Consta de una sola categoría, la División de Honor, a la que accede cada año el vencedor de la Serie de Promoción de Sófbol Femenino que disputan el último clasificado de la División de Honor y el primer clasificado del Campeonato de España de Sófbol Femenino Primera División.